# Grand Prix de Voleibol de 2001
O Grand Prix de Voleibol de 2001 foi a 9ª edição do torneio feminino de voleibol organizado pela Federação Internacional FIVB. Foi diputado por oito países entre 3 de agosto e 26 de agosto. A Fase Final foi realizada em Macau.

## Equipes participantes
Equipes que participaram da edição 2001 do Grand Prix
- Alemanha
- Brasil
- China
- Coreia do Sul
- Cuba
- Estados Unidos
- Japão
- Rússia

## Primeira Rodada

### Grupo A - Suphanburi
| Pos | Equipe         | Pts | V | D | SP | SC | SA    |
| --- | -------------- | --- | - | - | -- | -- | ----- |
| 1   | Rússia         | 5   | 2 | 1 | 6  | 3  | 2,000 |
| 2   | Estados Unidos | 5   | 2 | 1 | 6  | 3  | 2,000 |
| 3   | Coreia do Sul  | 4   | 1 | 2 | 5  | 6  | 0,833 |
| 4   | Alemanha       | 4   | 1 | 2 | 3  | 8  | 0,375 |

PTS - pontos, J - jogos, V - vitórias, D - derrotas, SP - sets pró, SC - sets contra, SA - set average
| Data | Jogo           | Jogo | Jogo           | Parciais | Parciais | Parciais | Parciais | Parciais |
| Data | Jogo           | Jogo | Jogo           | 1        | 2        | 3        | 4        | 5        |
| ---- | -------------- | ---- | -------------- | -------- | -------- | -------- | -------- | -------- |
| 3/08 | Alemanha       | 0-3  | Rússia         | 17-25    | 18-25    | 21-25    | -        | -        |
| 3/08 | Coreia do Sul  | 3-0  | Estados Unidos | 25-17    | 25-23    | 25-23    | -        | -        |
| 4/08 | Estados Unidos | 3-0  | Alemanha       | 28-26    | 25-19    | 25-16    | -        | -        |
| 4/08 | Rússia         | 3-0  | Coreia do Sul  | 25-23    | 25-12    | 25-13    | -        | -        |
| 5/08 | Coreia do Sul  | 2-3  | Alemanha       | 19-25    | 25-22    | 23-25    | 25-20    | 20-22    |
| 5/08 | Estados Unidos | 3-0  | Rússia         | 25-23    | 25-23    | 25-17    | -        | -        |

### Grupo B - Hong Kong,China
| Pos | Equipe | Pts | V | D | SP | SC | SA    |
| --- | ------ | --- | - | - | -- | -- | ----- |
| 1   | Japão  | 6   | 3 | 0 | 9  | 1  | 9,000 |
| 2   | China  | 5   | 2 | 1 | 6  | 5  | 1,200 |
| 3   | Brasil | 4   | 1 | 2 | 5  | 8  | 0,625 |
| 4   | Cuba   | 3   | 0 | 3 | 3  | 9  | 0,333 |

PTS - pontos, J - jogos, V - vitórias, D - derrotas, SP - sets pró, SC - sets contra, SA - set average
| Data | Jogo   | Jogo | Jogo   | Parciais | Parciais | Parciais | Parciais | Parciais |
| Data | Jogo   | Jogo | Jogo   | 1        | 2        | 3        | 4        | 5        |
| ---- | ------ | ---- | ------ | -------- | -------- | -------- | -------- | -------- |
| 3/08 | Japão  | 3-0  | China  | 25-19    | 30-28    | 25-23    | -        | -        |
| 3/08 | Brasil | 3-2  | Cuba   | 16-25    | 25-18    | 22-25    | 25-13    | 15-7     |
| 4/08 | Cuba   | 1-3  | Japão  | 23-25    | 25-16    | 16-25    | 21-25    | -        |
| 4/08 | China  | 3-2  | Brasil | 26-28    | 26-24    | 25-22    | 27-29    | 15-8     |
| 5/08 | Japão  | 3-0  | Brasil | 25-21    | 26-24    | 25-17    | -        | -        |
| 5/08 | China  | 3-0  | Kuba   | 25-20    | 25-17    | 25-22    | -        | -        |

## Segunda Rodada

### Grupo C - Fong Shan
| Pos | Equipe         | Pts | V | D | SP | SC | SA    |
| --- | -------------- | --- | - | - | -- | -- | ----- |
| 1   | Cuba           | 6   | 3 | 0 | 9  | 4  | 2,250 |
| 2   | Estados Unidos | 5   | 2 | 1 | 8  | 7  | 1,143 |
| 3   | Rússia         | 4   | 1 | 2 | 6  | 6  | 1,000 |
| 4   | Coreia do Sul  | 3   | 0 | 3 | 3  | 9  | 0,333 |

PTS - pontos, J - jogos, V - vitórias, D - derrotas, SP - sets pró, SC - sets contra, SA - set average
| Data  | Jogo           | Jogo | Jogo           | Parciais | Parciais | Parciais | Parciais | Parciais |
| Data  | Jogo           | Jogo | Jogo           | 1        | 2        | 3        | 4        | 5        |
| ----- | -------------- | ---- | -------------- | -------- | -------- | -------- | -------- | -------- |
| 10/08 | Rússia         | 3-0  | Coreia do Sul  | 25-22    | 25-23    | 25-16    | -        | -        |
| 10/08 | Cuba           | 3-2  | Estados Unidos | 25-17    | 22-25    | 21-25    | 25-23    | 15-11    |
| 11/08 | Estados Unidos | 3-2  | Rússia         | 25-20    | 17-25    | 25-22    | 20-25    | 15-13    |
| 11/08 | Coreia do Sul  | 1-3  | Cuba           | 20-25    | 27-25    | 17-25    | 18-25    | -        |
| 12/08 | Estados Unidos | 3-2  | Coreia do Sul  | 28-26    | 23-25    | 25-19    | 19-25    | 15-8     |
| 12/08 | Cuba           | 3-1  | Rússia         | 16-25    | 25-22    | 26-24    | 25-22    | -        |

### Grupo D - Harbin
| Pos | Equipe   | Pts | V | D | SP | SC | SA    |
| --- | -------- | --- | - | - | -- | -- | ----- |
| 1   | China    | 6   | 3 | 0 | 9  | 2  | 4,500 |
| 2   | Brasil   | 5   | 2 | 1 | 7  | 6  | 1,166 |
| 3   | Japão    | 4   | 1 | 2 | 5  | 7  | 0,714 |
| 4   | Alemanha | 3   | 0 | 3 | 3  | 9  | 0,333 |

PTS - pontos, J - jogos, V - vitórias, D - derrotas, SP - sets pró, SC - sets contra, SA - set average
| Data  | Jogo     | Jogo | Jogo     | Parciais | Parciais | Parciais | Parciais | Parciais |
| Data  | Jogo     | Jogo | Jogo     | 1        | 2        | 3        | 4        | 5        |
| ----- | -------- | ---- | -------- | -------- | -------- | -------- | -------- | -------- |
| 10/08 | Japão    | 1-3  | China    | 25-21    | 17-25    | 11-25    | 19-25    | -        |
| 10/08 | Brasil   | 3-2  | Alemanha | 25-20    | 27-25    | 17-25    | 22-25    | 15-8     |
| 11/08 | Alemanha | 0-3  | China    | 22-25    | 24-26    | 17-25    | -        | -        |
| 11/08 | Brasil   | 3-1  | Japão    | 18-25    | 25-23    | 25-18    | 28-26    | -        |
| 12/08 | Japão    | 3-1  | Alemanha | 27-25    | 25-17    | 28-26    | 25-22    | -        |
| 12/08 | China    | 3-1  | Brasil   | 25-21    | 25-18    | 23-25    | 25-15    | -        |

## Terceira Rodada

### Grupo E - Tóquio
| Pos | Equipe        | Pts | V | D | SP | SC | SA    |
| --- | ------------- | --- | - | - | -- | -- | ----- |
| 1   | Brasil        | 6   | 3 | 0 | 9  | 4  | 2,250 |
| 2   | Rússia        | 5   | 2 | 1 | 8  | 4  | 2,000 |
| 3   | Japão         | 4   | 1 | 2 | 5  | 6  | 0,833 |
| 4   | Coreia do Sul | 3   | 0 | 3 | 1  | 9  | 0,111 |

PTS - pontos, J - jogos, V - vitórias, D - derrotas, SP - sets pró, SC - sets contra, SA - set average
| Data  | Jogo          | Jogo | Jogo          | Parciais | Parciais | Parciais | Parciais | Parciais |
| Data  | Jogo          | Jogo | Jogo          | 1        | 2        | 3        | 4        | 5        |
| ----- | ------------- | ---- | ------------- | -------- | -------- | -------- | -------- | -------- |
| 17/08 | Coreia do Sul | 1-3  | Brasil        | 19-25    | 25-18    | 20-25    | 19-25    | -        |
| 17/08 | Japão         | 1-3  | Rússia        | 25-23    | 22-25    | 18-25    | 31-33    | -        |
| 18/08 | Rússia        | 3-0  | Coreia do Sul | 25-21    | 25-14    | 25-15    | -        | -        |
| 18/08 | Brasil        | 3-1  | Japão         | 25-19    | 25-16    | 20-25    | 25-18    | -        |
| 19/08 | Japão         | 3-0  | Coreia do Sul | 25-20    | 25-22    | 25-20    | -        | -        |
| 19/08 | Brasil        | 3-2  | Rússia        | 25-15    | 22-25    | 22-25    | 25-22    | 15-11    |

### Grupo F - Harbin
| Pos | Equipe         | Pts | V | D | SP | SC | SA    |
| --- | -------------- | --- | - | - | -- | -- | ----- |
| 1   | China          | 6   | 3 | 0 | 9  | 3  | 3,000 |
| 2   | Estados Unidos | 5   | 2 | 1 | 7  | 4  | 1,750 |
| 3   | Cuba           | 4   | 1 | 2 | 5  | 6  | 0,833 |
| 4   | Alemanha       | 3   | 0 | 3 | 1  | 9  | 0,111 |

PTS - pontos, J - jogos, V - vitórias, D - derrotas, SP - sets pró, SC - sets contra, SA - set average
| Data  | Jogo           | Jogo | Jogo           | Parciais | Parciais | Parciais | Parciais | Parciais |
| Data  | Jogo           | Jogo | Jogo           | 1        | 2        | 3        | 4        | 5        |
| ----- | -------------- | ---- | -------------- | -------- | -------- | -------- | -------- | -------- |
| 17/08 | Cuba           | 3-0  | Alemanha       | 25-19    | 25-23    | 25-23    | -        | -        |
| 17/08 | China          | 3-1  | Estados Unidos | 25-18    | 22-25    | 25-16    | 25-14    | -        |
| 18/08 | Alemanha       | 1-3  | China          | 19-25    | 25-18    | 19-25    | 22-25    | -        |
| 18/08 | Estados Unidos | 3-1  | Cuba           | 25-18    | 27-25    | 24-26    | 25-18    | -        |
| 19/08 | Alemanha       | 0-3  | Estados Unidos | 22-25    | 19-25    | 19-25    | -        | -        |
| 19/08 | China          | 3-1  | Cuba           | 25-23    | 25-10    | 23-25    | 28-26    | -        |

## Classificação da Primeira Fase
|    | Equipes        | Pts | J | V | D | SP | SC | SA    | PP  | PC  | PA    |
| -- | -------------- | --- | - | - | - | -- | -- | ----- | --- | --- | ----- |
| 1. | China          | 17  | 9 | 8 | 1 | 24 | 10 | 2,400 | 825 | 706 | 1,169 |
| 2. | Estados Unidos | 15  | 9 | 6 | 3 | 21 | 14 | 1,500 | 778 | 759 | 1,025 |
| 3. | Brasil         | 15  | 9 | 6 | 3 | 21 | 18 | 1,167 | 847 | 842 | 1,006 |
| 4. | Rússia         | 14  | 9 | 5 | 4 | 20 | 13 | 1,538 | 772 | 682 | 1,132 |
| 5. | Japão          | 14  | 9 | 5 | 4 | 19 | 14 | 1,357 | 763 | 764 | 0,999 |
| 6. | Cuba           | 13  | 9 | 4 | 5 | 17 | 19 | 0,895 | 778 | 812 | 0,958 |
| 7. | Coreia do Sul  | 10  | 9 | 1 | 8 | 9  | 24 | 0,375 | 676 | 780 | 0,867 |
| 8. | Alemanha       | 10  | 9 | 1 | 8 | 7  | 26 | 0,269 | 699 | 739 | 0,881 |

## Fase final
A fase final do Grand Prix 2001 foi disputado em Macau entre os dias 22/08 e 26/08.As seis seleções melhores classificadas da fase anterior disputaram o título.

### Grupo A
| Pos | Equipe   | Pts | V | D | SP | SC | SA    |
| --- | -------- | --- | - | - | -- | -- | ----- |
| 1   | Rússia   | 6   | 3 | 0 | 9  | 3  | 3,000 |
| 2   | China    | 5   | 2 | 1 | 7  | 5  | 1,400 |
| 3   | Japão    | 4   | 1 | 2 | 7  | 7  | 1,000 |
| 4   | Alemanha | 3   | 0 | 3 | 1  | 9  | 0,111 |

PTS - pontos, J - jogos, V - vitórias, D - derrotas, SP - sets pró, SC - sets contra, SA - set average
| Data  | Jogo   | Jogo | Jogo     | Parciais | Parciais | Parciais | Parciais | Parciais |
| Data  | Jogo   | Jogo | Jogo     | 1        | 2        | 3        | 4        | 5        |
| ----- | ------ | ---- | -------- | -------- | -------- | -------- | -------- | -------- |
| 22/08 | Rússia | 3-2  | Japão    | 25-22    | 25-14    | 19-25    | 21-25    | 15-7     |
| 22/08 | China  | 3-0  | Alemanha | 25-20    | 26-24    | 25-18    | -        | -        |
| 23/08 | Rússia | 3-0  | Alemanha | 25-15    | 25-16    | 25-13    | -        | -        |
| 23/08 | China  | 3-2  | Japão    | 25-10    | 26-24    | 22-25    | 25-25    | 15-10    |
| 24/08 | Japão  | 3-1  | Alemanha | 25-21    | 25-19    | 18-25    | 25-23    | -        |
| 24/08 | Rússia | 3-1  | China    | 25-20    | 25-22    | 23-25    | 25-18    | -        |

### Grupo B
| Pos | Equipe         | Pts | V | D | SP | SC | SA    |
| --- | -------------- | --- | - | - | -- | -- | ----- |
| 1   | Cuba           | 6   | 3 | 0 | 9  | 2  | 4,500 |
| 2   | Estados Unidos | 5   | 2 | 1 | 6  | 5  | 1,200 |
| 3   | Brasil         | 4   | 1 | 2 | 6  | 6  | 1,000 |
| 4   | Coreia do Sul  | 3   | 0 | 3 | 1  | 9  | 0,111 |

PTS - pontos, J - jogos, V - vitórias, D - derrotas, SP - sets pró, SC - sets contra, SA - set average
| Data  | Jogo           | Jogo | Jogo           | Parciais | Parciais | Parciais | Parciais | Parciais |
| Data  | Jogo           | Jogo | Jogo           | 1        | 2        | 3        | 4        | 5        |
| ----- | -------------- | ---- | -------------- | -------- | -------- | -------- | -------- | -------- |
| 22/08 | Estados Unidos | 3-1  | Coreia do Sul  | 27-25    | 18-25    | 25-16    | 25-14    | -        |
| 22/08 | Brasil         | 2-3  | Cuba           | 21-25    | 29-27    | 22-25    | 25-21    | 15-17    |
| 23/08 | Cuba           | 3-0  | Estados Unidos | 26-24    | 25-13    | 25-20    | -        | -        |
| 23/08 | Brasil         | 3-0  | Coreia do Sul  | 25-20    | 25-19    | 27-25    | -        | -        |
| 24/08 | Cuba           | 3-0  | Coreia do Sul  | 25-22    | 25-17    | 25-15    | -        | -        |
| 24/08 | Estados Unidos | 3-1  | Brasil         | 31-29    | 23-25    | 25-13    | 25-20    | -        |

### Semifinais
| Data  | Jogo           | Jogo | Jogo   | Parciais | Parciais | Parciais | Parciais | Parciais |
| Data  | Jogo           | Jogo | Jogo   | 1        | 2        | 3        | 4        | 5        |
| ----- | -------------- | ---- | ------ | -------- | -------- | -------- | -------- | -------- |
| 25/08 | Estados Unidos | 3-2  | Rússia | 25-22    | 28-26    | 21-25    | 25-27    | 15-9     |
| 25/08 | China          | 3-1  | Cuba   | 18-25    | 25-21    | 25-22    | 25-23    | -        |

### Disputa de 7º lugar
| Data  | Jogo          | Jogo | Jogo     | Parciais | Parciais | Parciais | Parciais | Parciais |
| Data  | Jogo          | Jogo | Jogo     | 1        | 2        | 3        | 4        | 5        |
| ----- | ------------- | ---- | -------- | -------- | -------- | -------- | -------- | -------- |
| 25/08 | Coreia do Sul | 3-1  | Alemanha | 23-25    | 25-21    | 25-20    | 25-18    | -        |

### Disputa de 5º lugar
| Data  | Jogo   | Jogo | Jogo  | Parciais | Parciais | Parciais | Parciais | Parciais |
| Data  | Jogo   | Jogo | Jogo  | 1        | 2        | 3        | 4        | 5        |
| ----- | ------ | ---- | ----- | -------- | -------- | -------- | -------- | -------- |
| 25/08 | Brasil | 3-2  | Japão | 22-25    | 19-25    | 25-23    | 25-11    | 15-8     |

### Disputa de 3º lugar
| Data  | Jogo   | Jogo | Jogo | Parciais | Parciais | Parciais | Parciais | Parciais |
| Data  | Jogo   | Jogo | Jogo | 1        | 2        | 3        | 4        | 5        |
| ----- | ------ | ---- | ---- | -------- | -------- | -------- | -------- | -------- |
| 26/08 | Rússia | 3-0  | Cuba | 25-18    | 25-11    | 25-20    | -        | -        |

### FINAL
| Data  | Jogo           | Jogo | Jogo  | Parciais | Parciais | Parciais | Parciais | Parciais |
| Data  | Jogo           | Jogo | Jogo  | 1        | 2        | 3        | 4        | 5        |
| ----- | -------------- | ---- | ----- | -------- | -------- | -------- | -------- | -------- |
| 26/08 | Estados Unidos | 3-1  | China | 26-28    | 25-20    | 25-21    | 25-11    | -        |

## Classificação Final
| #       | Equipe         |
| ------- | -------------- |
| Gold.   | Estados Unidos |
| Silver. | China          |
| Bronze. | Rússia         |
| 4.      | Cuba           |
| 5.      | Brasil         |
| 6.      | Japão          |
| 7.      | Coreia do Sul  |
| 8.      | Alemanha       |

## Prêmios individuais
| MVP (Most Valuable Player) | Danielle Scott        | Estados Unidos |
| Melhor atacante            | Elizaveta Tichtchenko | Rússia         |
| Melhor Bloqueio            | Danielle Scott        | Estados Unidos |
| Maior Pontuadora           | Danielle Scott        | Estados Unidos |
| Melhor Saque               | Zoila Barros          | Cuba           |
| Melhor Defesa              | Stacy Sykora          | Estados Unidos |
| Melhor Levantadora         | Robyn Ah Mow          | Estados Unidos |
| Melhor Recepção            | Elena Tiourina        | Rússia         |